# Iquerê
Iquerê (em iorubá: Ikerre) é uma cidade do estado de Equiti, na Nigéria. Sua população é estimada em 147.355 habitantes.

### História
De acordo com as tradições locais, Iquerê foi fundada por um homem  chamado Aladeselu, que teria vindo de Uselu, no atual estado Nigeriano de Edo, e se estabelecido na região após a consulta de um oráculo, que haveria afirmado que este local seria a capital de um futuro reino. Após a fundação da cidade, a tradição conta que o herdeiro do Reino de Benin, Ogoga, foi forçado a fugir, eventualmente se estabelecendo no recém fundado povoado de Iquerê, onde ele se tornaria seu primeiro monarca. Seus descendentes ainda detem o título de Ogoga de Iquerê.

### Economia
A área de Iquerê é predominantemente rural, e suas principais atividades econômicas incluem o cultivo de milho, quiabo, óleo de palma e mandioca. A cidade de Iquerê em si também é um importante mercado regional.

### Etimologia
De acordo com as tradições locais, o nome Iquerê(Ikere em Iorubá) foi dado ao local quando seu fundador, Aladeselu, matou um esquilo(Okere em Iorubá) no processo de limpar o terreno de sua futura fazenda.  